# Fushigi no Kuni no Miyuki-chan
Miyukichan in the Wonderland (不思議の国の美幸ちゃん Fushigi no Kuni no Miyuki-chan) es un manga creado por las CLAMP que parodia los famosos cuentos de Lewis Carroll, Alicia en el País de las Maravillas y Alicia a través del espejo.
La historia trata de una chica, llamada Miyuki, que es repetidamente transportada a lugares fantásticos (distintas versiones de Wonderland o el País de las Maravillas) habitados por hermosas mujeres. Todas encuentran atractiva a Miyuki y desean seducirla o aprovecharse sexualmente de ella.
Así, transcurren siete capítulos de escasas páginas, en tono de comedia, sobre las desventuras de Miyuki, quien tratará de escapar de las manos de las lujuriosas habitantes de Wonderland. La serie es conocida por ser la más yuri y menos shôjo de las CLAMP; tiene un cierto contenido ecchi, pero nunca llega al sexo ni a la desnudez explícita.
En cada episodio Miyuki es transportada a un "país" distinto de los siete que hay en total:
- El país de las Maravillas (Fushigi no Kuni)
- El país del Espejo (Kagami no Kuni)
- El país de la Televisión (Terebi no Kuni)
- El país de los Empleos a Tiempo Parcial (Baito no Kuni)
- El país del Mahjong (Mahjong no Kuni)
- El país de los Juegos de Video (GEEMU no Koku)
- El país de X (X no Koku)

Miyuki-chan in Wonderland tiene una adaptación en una OVA de dos episodios.
- Datos: Q1148667